# Jarone Pinhassi
Jarone Pinhassi, född 12 november 1969, är professor i mikrobiologi vid Linnéuniversitetet.

## Biografi
Pinhassi avlade masterexamen 1994 och disputerade 1999 vid Umeå universitet på en doktorsavhandling om marina bakterioplankton. Hans forskning har fokuserat på studier av marina bakteriers metabolism för att förstå deras inverkan på globala kretslopp för energi och koldioxid, med ett särskilt fokus på bland annat kiselalger som står för en betydande andel av den totala produktionen av syre på jorden genom sin fotosyntes. Man har försökt att förstå planktons cellulära maskineri så att man ska kunna skapa designade alger som kan användas i solceller eller producera petrokemiska produkter, bland annat diesel.
Han är medförfattare till över 140 vetenskapliga publikationer som har citerats över 6 000 gånger med ett h-index (2021) på 48.

## Utmärkelser
- 2012 - Göran Gustafssonpriset i molekylär biologi för "hans molekylära studier av ljusberoende energiomvandling hos bakterier i marina ekosystem."[8]
- 2017 - invald i Kungliga Vetenskapsakademien med nummer 1702, i klassen för biologiska vetenskaper